# Obrona Wilna (1939)
Obrona Wilna 1939 – działania wojenne prowadzone w dniach 18–19 września 1939 roku podczas sowieckiego ataku na Polskę związane z obroną miasta przed Armią Czerwoną.

## Geneza
Wilno było przed wojną jednym z najsilniejszych ośrodków wojskowych w północno-wschodniej części Polski. Miasto wchodziło organizacyjnie w skład Dowództwa Okręgu Korpusu nr III z siedzibą w Grodnie, na czele którego w 1939 r. stał gen. bryg. Józef Olszyna-Wilczyński. Stacjonowała w nim cała 1 Dywizja Piechoty Legionów, część 5 pułku lotniczego (lotnisko Porubanek), dowództwo Wileńskiej Brygady Kawalerii i 4 pułk Ułanów Zaniemeńskich. Zgodnie z planem mobilizacyjnym 1 DP Leg. odeszła w rejon Różana i Ostrowi Mazowieckiej. Wileńska Brygada Kawalerii z kolei w pierwszych dniach września została przetransportowana w okolice Piotrkowa Trybunalskiego. Eskadry bojowe 5 pułku lotniczego odleciały na lotniska Samodzielnej Grupy Operacyjnej „Narew” i Armii „Modlin”, pozostawiając w Wilnie tylko samoloty szkolno-treningowe. Po wybuchu wojny w mieście zmobilizowano 35 Dywizję Piechoty Rezerwową, która 7 września transportem kolejowym dotarła do Lwowa. Wraz z nią Wilno opuścił dotychczasowy dowódca Obszaru Warownego „Wilno” płk dypl. Lucjan Janiszewski.
Po wybuchu wojny dowództwo Obszaru Warownego „Wilno” podjęło prace związane z przygotowaniem miasta do obrony. Nowym dowódcą Obszaru 12 września 1939 r. został ppłk Tadeusz Podwysocki, zarazem komendant wileńskiego garnizonu. 14 września do Wilna przybył zastępca dowódcy DOK nr III ds. OPL płk dypl. Jarosław Okulicz-Kozaryn, który prawdopodobnie przejął faktyczne dowództwo jako najstarszy stopniem oficer. Obaj byli przekonani, że miasto powinno podjąć obronę przed wkraczającymi wojskami sowieckimi, ale raczej jako powstrzymanie pierwszego ataku, aby umożliwić ewakuację urzędów, żołnierzy i ewentualnie ludności cywilnej w stronę Litwy. W tym celu podjęli pewne kroki, jak ściągnięcie znad granicy litewskiej pułku KOP „Wilno” (bataliony KOP „Orany”, „Troki” i „Niemenczyn”) oraz batalionu ON „Postawy”, sformowanie nowych pododdziałów spośród młodzieży przeszkolonej w ramach Przysposobienia Wojskowego, czy rozmieszczenie wojsk na stanowiskach wokół i w samym mieście. 17 września, czyli w przeddzień sowieckiego ataku, w Wilnie znajdowało się ok. 14 tys. żołnierzy oraz ochotników, ale tylko ok. 6,5 tys. było uzbrojonych. W międzyczasie napływały jeszcze różne drobne pododdziały. 18 września rano sformowano batalion studencki spośród studentów zdolnych do noszenia broni. Tego samego dnia doszło do rozmowy juzowej gen. J. Olszyny-Wilczyńskiego z płk. J. Okuliczem-Kozarynem, w której ten pierwszy rozkazał w nieprecyzyjny sposób nie podejmować obrony miasta i odejść na Litwę. W rezultacie płk J. Okulicz-Kozaryn postanowił nakazać opuszczenie miasta przez oddziały niebojowe, natomiast pozostałe miały pozostać na swoich stanowiskach, ale podjąć walkę tylko na wyraźny rozkaz. Ostatecznie w godzinach popołudniowych 18 września obrona Wilna wyglądała następująco:
- we wschodniej części miasta znajdowały się dwa bataliony marszowe z OZ 1 DP Leg. pod dowództwem ppłk. Jana Pawlika, bliżej nieokreślone pododdziały piechoty wzmocnione ochotnikami z PW, spieszony batalion z OZ Wileńskiej BK (na Antokolu) oraz pluton artylerii 75 mm z OZ artylerii lekkiej w Wilnie,
- w rejonie Markucia i Rossy swoje pozycje zajmował batalion KOP „Troki” mjr. Krasowskiego,
- południową i południowo-zachodnią część miasta obsadzały dwa bataliony, na czele których stał komendant RKU Wilno-Powiat ppk Stanisław Szyłeyko oraz drużyny ochotników z PW, pełniące warty przy magazynach wojskowych na Burbiszkach,
- kierunek zachodni i północny ubezpieczały pozostałe bataliony pułku KOP „Wilno” pod dowództwem ppłk. Kazimierza Kardaszewicza i jeden batalion z OZ 1 pułku piechoty Legionów,
- 20 bateria artylerii przeciwlotniczej (4 działa plot 40 mm) rozmieszczona była na Górze Zamkowej i Górze Bouffałowej, 301 samodzielny pluton półstały artylerii plot. (2 działa) znajdował się na ul. Ostrobramskiej[1],
- w domu akademickim na Górze Bouffałowej kwaterował słabo uzbrojony batalion studencki, ale jego część po południu 18 września wyjechała z miasta w kierunku granicy litewskiej,
- w okolicach dworca kolejowego stacjonowały różne luźne pododdziały, m.in. kolejarskiego PW oraz niewielka grupa por. Świdy wzmocnione improwizowanym pociągiem pancernym zbudowanym przez kolejarzy.

W sumie były więc to siły, które można przeliczyć na ok. dziesięć batalionów piechoty (ok. 6,5 tys. uzbrojonych żołnierzy) z kilkudziesięcioma karabinami maszynowymi. Wspierało je około 15 dział artyleryjskich, 8 armat ppanc. 37 mm oraz 6 armat plot. 40 mm. Brak było natomiast moździerzy i granatów ppanc., które starano się zastąpić butelkami z mieszanką zapalającą. Pomimo słabego uzbrojenia i słabego wyszkolenia ochotników można jednak było pokusić się o skuteczny opór wśród miejskiej zabudowy, nawet jednostkom pancernym.
18 września dowódca wojsk Frontu Białoruskiego komandarm II rangi Michaił Kowalow wydał rozkaz dotyczący opanowania Wilna. Miasto zdobywać miały dwie grupy bojowe sformowane przez 3 i 11 Armie. Z 3 Armii wydzielono grupę bojową pod dowództwem kombriga Piotra Achlustina w składzie: 24 Dywizja Kawalerii wzmocniona 22 i 25 Brygadą Pancerną z zadaniem uderzenia na miasto z północnego wschodu. Natomiast grupa bojowa 11 Armii pod dowództwem kombriga S.P. Zybina w składzie: 36 Dywizja Kawalerii wzmocniona 6 Brygadą Pancerną otrzymała zadanie uderzenia na Wilno z południowego wschodu. Całe miasto miało być opanowane do wieczora 18 września. Jednakże wobec dużych odległości grup bojowych od Wilna (ok. 80 km), trudności z zaopatrzeniem w paliwo dla czołgów i mechanicznych środków transportu oraz przesadnymi ocenami możliwości obrońców Wilna, termin opanowania miasta przesunięto na rano 19 września.

## Improwizowana polska załoga obrony Wilna
Całość polskiej załogi była improwizowana:
- 3 bataliony marszowe Ośrodka Zapasowego 1 Dywizji Piechoty Legionów
- 3 bataliony pułku KOP „Wilno”
- batalion spieszony Ośrodka Zapasowego Wileńskiej Brygady Kawalerii
- batalion wartowniczy, batalion studencki, batalion zbiorczy i inne luźne pododdziały w tym również ochotnicze drużyny przysposobienia wojskowego z Politechniki Wileńskiej, kolejarze z kolejarskiego przysposobienia wojskowego
- nieliczna artyleria, do której brakowało amunicji
- improwizowany pociąg pancerny

Razem:
- około 10 batalionów przeliczeniowych[3]
- około 14 000 ludzi w jednostkach wojskowych i zmilitaryzowanych[4], w tym około 6500–7000 ludzi pod bronią
- 14 armat polowych 75 mm wz. 1897[2]
- 1 haubica 100 mm wz. 14/19 (przynajmniej)[2]
- 8 armat przeciwpancernych 37 mm[2]
- 6 armat 40 mm przeciwlotniczych[2]
- kilkadziesiąt karabinów maszynowych
- jeden pociąg pancerny

## Obrona miasta

### Działania strony radzieckiej
Pod koniec 17 września wojska Frontu Białoruskiego osiągnęły rubież Głębokie-Mołodeczno-Nowogródek-Baranowicze. Umożliwiło to sowietom podjęcie przygotowań do dalszego natarcia w kierunku na Wilno i Grodno oraz Brześć. 18 września, komandarm II rangi Michaił Kowalow, wydał rozkaz 00207 dla 3. i 11 Armii nakazujący opanowanie Wilna.
Z 3 Armii wydzielono do zdobycia Wilna grupę bojową pod dowództwem kombriga Piotra N. Achlustina w składzie: 24 Dywizja Kawalerii wzmocniona 22. i 25 BPanc. Jej zadaniem było uderzenie na miasto z północnego wschodu. Grupa bojowa 11 Armii pod dowództwem kombriga S.P. Zybina składała się z: 36 Dywizji Kawalerii wzmocnionej 6 BPanc. Otrzymała ona zadanie uderzenia na Wilno z południowego wschodu. Miasto miało być opanowane do wieczora 18 września. Wobec dużych odległości grup bojowych od Wilna, trudności z zaopatrzeniem w paliwo dla czołgów i mechanicznych środków transportu oraz przesadnych ocen możliwości obrońców miasta, termin opanowania Wilna przesunięto ostatecznie na rano 19 września.

### 18 września
18 września po godzinie 17 do płk. J. Okulicza-Kozaryna dotarły oficjalne meldunki o pojawieniu się od strony Oszmiany pierwszych sowieckich pododdziałów pancernych. Były to czołgi z 7 i 8 pułku czołgów 36 Dywizji Kawalerii. 8 pułk czołgów po kilkudziesięciominutowej walce z kompanią „Olkieniki” kpt. Antoniego Kwiatkowskiego z batalionu KOP „Orany” zajął południowo-wschodni skraj Wilna, pozostając tam do rana 19 września. Natomiast 7 pułk czołgów został zatrzymany na zachodnim skraju Wilna. W rezultacie płk J. Okulicz-Kozaryn podjął decyzję, która negowała całkowicie wcześniej wydane polecenia, a mianowicie rozkazał wycofanie się wszystkich sił obrony w kierunku granicy litewskiej. Odwrót miały osłaniać oddziały KOP jako najlepiej wyszkolone i zdyscyplinowane. Część żołnierzy i policjantów odeszła natomiast do Grodna, gdzie wzięła potem udział w jego obronie. Patrz: Obrona Grodna 1939. Jednocześnie w stronę sowieckich wojsk został posłany ppłk T. Podwysocki, aby zakomunikować im o niebronieniu miasta. Został jednak ostrzelany przez czołgistów i musiał zawrócić. Podpułkownik T. Podwysocki po powrocie nie zastał już płk. J. Okulicza-Kozaryna i w powyższej sytuacji postanowił bronić miasta. Jednakże wycofała się z niego już większość oddziałów, pozostały tylko nieliczne wspomagane przez ochotników, głównie harcerzy i młodzież.
Tymczasem sowieckie oddziały pancerne, które podeszły do miasta, miały za zadanie dotrzeć do mostu Zielonego i zablokować Wilno od strony zachodniej. Jeden z pododdziałów 8 pułku czołgów dostał się pod ogień 2 polskich dział 75 mm, które strzelały pociskami przeciwpiechotnymi, tracąc samochód pancerny. Polacy ponieśli spore straty, ale powstrzymali nieprzyjacielskie natarcie. Z kolei na Zarzeczu jeden sowiecki czołg został uszkodzony granatami. W rezultacie główne siły 8 pułku czołgów zatrzymały się na południowo-wschodnim skraju Wilna do rana 19 września, a jedynie drobne pododdziały (po 2–3 wozy bojowe) prowadziły rozpoznanie w kierunku Wilii. W tym samym czasie ogień do nieprzyjacielskich czołgów prowadziła także nieokreślona liczba dział 75 mm z OZ artylerii w Wilnie, usytuowanych na wzgórzu nad Wilenką przy szosie oszmiańskiej. Prawdopodobnie zniszczyły one 1 sowiecki czołg, a po wyczerpaniu całej amunicji polscy artylerzyści uszkodzili działa i się wycofali. Z kolei 2 kolejne działa 75 mm strzelały z pozycji na Wzgórzu Ponarskim do sowieckich wojsk (I batalion z 6 Brygady Pancernej) usiłujących zdobyć dworzec kolejowy i magazyny wojskowe na Burbiszkach. Bronił się tam 33 batalion wartowniczy, ale wobec przewagi wroga musiał się wycofać w nocy z 18 na 19 września. W godzinach popołudniowych 18 września w rejon dworca kolejowego została dodatkowo przysłana niepełna kompania żołnierzy i ochotników z PW, uzbrojona w kilka ckm-ów i karabinów ppanc. Część ochotników zatrudniono przy dokończeniu budowy improwizowanego pociągu pancernego. Wieczorem pojechał on torem kolejowym na Lidę, docierając do Burbiszek, gdzie wspomógł obronę magazynów wojskowych, ale został uszkodzony. W tym czasie kilka czołgów sowieckich z II batalionu 6 Brygady Pancernej dotarło na tyły magazynów, dostając się jednak pod ogień polskiej kompanii, która zniszczyła 1 czołg i 1 uszkodziła, ale sama była zmuszona wycofać się do centrum miasta. Jednocześnie sowiecki batalion rozpoznawczy z 6 Brygady Pancernej po krótkiej walce opanował lotnisko i składy paliwa. Wieczorem 18 września pancerny pododdział z tej brygady zaatakował także Wilno z kierunku Nowej Wilejki, nacierając wzdłuż Wilii na Górę Zamkową i most Zielony. Napotkał jednak polski ogień prowadzony przez działko ppanc. 37 mm z drugiego brzegu rzeki przy koszarach kawalerii i po stracie kilku uszkodzonych wozów bojowych, które zatarasowały drogę pozostałym, musiał zatrzymać się. Inny z batalionów sowieckiej 6 Brygady Pancernej zaatakował polskie pozycje przy cmentarzu Na Rossie zajmowane przez batalion KOP „Troki” mjr. Krasowskiego, który po stracie kilkunastu zabitych i rannych rozpoczął odwrót. Rosjanie natomiast skierowali się w stronę centrum miasta, łamiąc słaby opór niewielkiego polskiego pododdziału z pozostałości marszowej 5 pp Leg. Następnie na ich drodze znalazła się bateria artylerii plot. ppor. Witolda Barancewicza. Polacy uporczywie się bronili do późnego wieczora, tracąc obsługę 1 działa, a potem wycofali się w kierunku na Zawiasy ku granicy litewskiej. Inna grupa czołgów ominęła natomiast polską baterię i poszła ul. Zawalną w stronę śródmieścia, natrafiając po drodze i rozpraszając nieokreśloną grupę żołnierzy i młodzieży uzbrojonych w butelki z mieszanką zapalającą.

### 19 września
Tymczasem dowództwo Frontu Białoruskiego naciskało, aby jak najszybciej zdobyć Wilno. W rezultacie zostały sformowane dodatkowe oddziały szybkie, które weszły do miasta nad ranem 19 września. O 5 rano pierwsza weszła do Wilna grupa rozpoznawcza pod dowództwem st. lejt. Akułowa z 25 Brygady Pancernej.
Były to: ok. 700-osobowa grupa piechoty na ciężarówkach mjr. Szachiriewa oraz dwa zmotoryzowane oddziały wydzielone z 42 pułku kawalerii pod dowództwem st. lejt. Kisielowa i st. lejt. Radczenki, na czele których stanął kpt. Miller (Migler), szef Oddziału II sztabu 36 Dywizji Kawalerii. W tym czasie czołgi sowieckie w Wilnie ruszyły w stronę mostu Zielonego, gdzie polski ogień placówki OPL i małej grupy obrońców uszkodził 3 wozy bojowe, z których jeden zablokował jezdnię na moście. Jednocześnie o świcie dodatkowe siły sowieckie ruszyły z przedmieść miasta w kierunku centrum. Na most Zielony uderzyła grupa płk. Łomaki, ale została odparta, więc skierowała na most na Zwierzyńcu.
Następnie ruszyły bataliony 6. Brygady Pancernej, kierując się na oba mosty na Wilii, które zostały wkrótce zdobyte. Do zwalczania gniazd karabinów maszynowych ustawionych na dachach i strychach Rosjanie z powodzeniem wykorzystali czołgi artyleryjskie. W rejonie mostu Zielonego polscy obrońcy zniszczyli samochód pancerny BA-10, a idący z pomocą pluton czołgów stracił jeszcze 1 czołg. W godzinach rannych pod Wilno podeszła również 7 Dywizja Kawalerii kombriga Fiodora Kamkowa, która po zakończeniu walk sprawowała nadzór nad polskimi jeńcami do czasu przybycia jednostek NKWD.
Ogółem strona sowiecka straciła w walkach o Wilno – według własnych źródeł – 13 zabitych i 24 rannych żołnierzy i oficerów, zniszczonych 5 czołgów BT-7 i 1 samochód pancerny, a 3 samochody pancerne uszkodzone. Najprawdopodobniej faktyczne straty Rosjan były większe. Tymczasowym dowódcą garnizonu sowieckiego Wilna został kombrig P. Achlustin, a w mieście stacjonowały początkowo 24 Dywizja Kawalerii i 25 Brygada Pancerna.

## Podsumowanie
Strona polska nie wykorzystała w pełni możliwości obrony Wilna. Zabrakło prężnego dowództwa, które mogłoby efektywnie pokierować obroną miasta. Siły i środki zgromadzone w mieście, wykorzystując umocnienia obszaru warownego, mogłyby skutecznie bronić się przez kilka dni, nawet przeciwko broni pancernej, która w warunkach miejskich traci dużo możliwości bojowych. W godzinach południowych 18 września było jeszcze sporo czasu, aby wzmocnić zagrożone odcinki odpowiednimi siłami. W wyniku rozmowy płk. J. Okulicza-Kozaryna z gen. J. Olszyną-Wilczyńskim doszło jednak do paraliżu dowodzenia, a ppłk. T. Podwysocki, gdy się zorientował o faktycznych możliwościach obrony, wkrótce sam opuścił Wilno. Z drugiej strony siły sowieckie atakujące miasto były tak potężne, że jego obrona mogła mieć jedynie symboliczny charakter, jak późniejsza obrona Grodna.